# Kość potyliczna człowieka

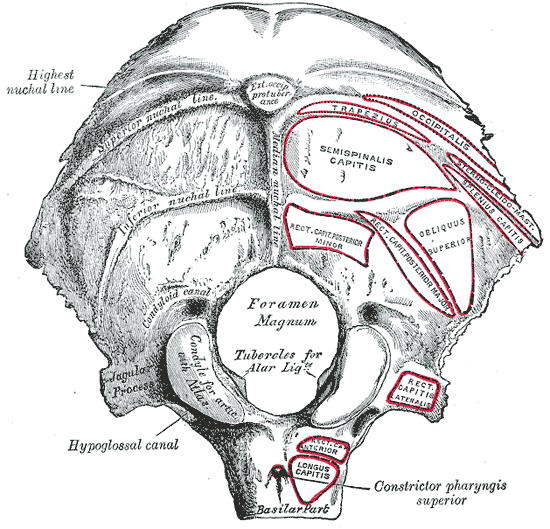
Kość potyliczna – widok od tyłu

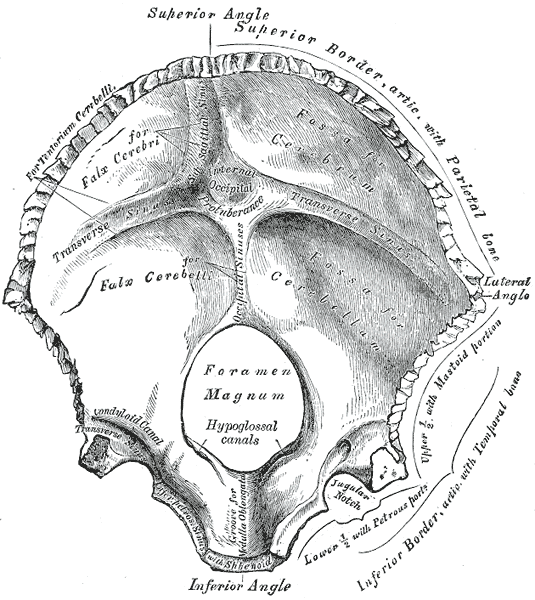
Kość potyliczna – widok od środka

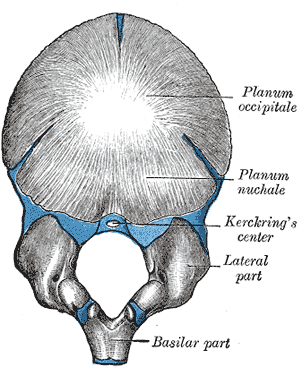
Kość potyliczna – widok od góry

Kość potyliczna (łac. os occipitale) – w anatomii człowieka jedna z kości mózgoczaszki. Jest to kość nieparzysta.
Kość potyliczna składa się z czterech części. Są toː
- część podstawna (pars basilare)
- łuska potyliczna (squama occipitalis)
- dwie części boczne (partes laterales)

## Część podstawna
Część podstawna kości potylicznej to płaska płytka kostna o kształcie klina o zbitym, kierującym się w tył ostrzu i gąbczastej podstawie. U młodych osobników występuje tutaj chrząskozrost klinowo-potyliczny (synchondrosis sphenooccipitalis), łączący się z trzonem kości klinowej, zbudowany z chrząstki szklistej, który kostnieje w wieku 18–25 lat. Wzdłuż tylnego brzegu widnieje bruzda zatoki skalistej dolnej (sulcus sinus petrosi inferioris). Pomiędzy kośćmi leży tam zatoka skalista dolna.
Wyróżnia się powierzchnię górną i dolną. Na tej drugiej widać guzek gardłowy (tuberculum pharyngeum), leżący pośrodku tej powierzchni. Stanowi on punkt zaczepu dla jednego z więzadeł kręgosłupa, więzadła podłużnego przedniego, jak też dla powięzi gardłowo-podstawnej i mięśnia górnego zwieracza gardła. Guzek ten leży do tyłu od dołka gardłowego (fossula pharyngealis). Jego występowanie podlega zmienności, może on też przybierać zróżnicowany kształt. Wiąże się on z występowaniem u dzieci na sklepieniu gardła wypustki zwanej bursa pharyngealis. Po bokach rzeczonej powierzchni znajdują się miejsca przyczepu mięśni prostego przedniego głowy i długiego głowy.
Gładka powierzchnia górna części podstawnej kości potylicznej skierowana jest w kierunku wnętrza czaszki. Tworzy ona stok, które to miejsce sąsiaduje z takimi strukturami ośrodkowego układu nerwowego, jak most i rdzeń przedłużony. Leżą tam też związane z tymi strukturami naczynia krwionośne (tętnice kręgowe i tętnica podstawna).
Struktura ta odgranicza od przodu otwór wielki. Z kolei z boku kość ta łączy się z piramidą kości skroniowej, połączenie stanowi chrząskozrost skalisto-potyliczny (synchondrosis petrooccipitalis). Przedni brzeg otworu wielkiego stanowi miejsce przyczepu błony szczytowo-potylicznej przedniej (membrana atlantooccipitalis anterior) na powierzchni dolnej i błony pokrywającej (membrana tectoria) na górnej.

## Części boczne
Części boczne kości potylicznej występują parzyście. Stanowiąc boczne ograniczenie otworu wielkiego z obu stron, stanowią również połączenie części podstawnej rzeczonej kości z jej łuską.
Jak w przypadku części podstawnej, partes laterales ossis occipitalis posiadają powierzchnie górną i dolną. Na powierzchni górnej uwagę zwraca guzek szyjny (tuberculum jugulare), opisywany jako podłużny i gładki. Znajduje się on powyżej kanału nerwu podjęzykowego.
Tymczasem na powierzchni dolnej leżą kłykcie potyliczne. Są to owalne twory pokryte tkanką chrzęstną, których wypukłość zaznacza się w kierunku strzałkowym, a także poprzecznym, o osiach długich zbiegających się w kierunku przednim. U podstawy rzeczonych kłykci znajduje się ujście kanału nerwu podjęzykowego, który to kanał przebiega w kości potylicznej w kierunku bocznym i do przodu. Prócz jednoimiennego nerwu w kanale znajdują się związane z nim naczynia krwionośne tworzące sploty żylne. U skraju kłykciów znajduje się przyczep torebki stawów szczytowo-potylicznych, a także więzadła skrzydłowate. Z kolei za kłykciami leży dół kłykciowy (fossa condylaris vel fossa condyloidea), stanowiący miejsce ujścia kanału kłykciowego mieszczącego żyłę wypustową kłykciową. W przypadku zgięcia głowy ku tyłowi znajduje się tam brzeg tylny dołka stawowego górnego pierwszego kręgu.
Wyróżnia się też brzegi przyśrodkowy i boczny części bocznych kości potylicznej. Ten pierwszy stanowi ograniczenie boczne otworu wielkiego.
Brzeg boczny obejmuje z kolei duże wcięcie szyjne (incisura jugularis), które wyrostek śródszyjny (processus intrajugularis) dzieli na większą część leżącą z tyłu i bocznie (gdzie przechodzą nerw błędny, nerw dodatkowy, żyła szyjna wewnętrzna i tętnica oponowa tylna) oraz mniejszą, leżącą do przodu i przyśrodkowo, biorącą udział w odgraniczaniu otworu szyjnego. Znajduje się tam zatoka skalista dolna i nerw językowo-gardłowy. Do tyłu od niego znajduje się wyrostek szyjny (processus jugularis), do którego szorstkiej dolnej powierzchni przyczepia się mięsień prosty boczny głowy. Znajduje się tam też bruzda zatoki esowatej (sulcus sinus sigmoidei), określana jako głęboka. Zwraca się również uwagę na wyrostek przysutkowy (processus paramastoideus), różnych rozmiarów, leżący na dolnej powierzchni wyrostka szyjnego. Zdarza się, że tworzy on połączenie stawowe z wyrostkiem poprzecznym atlasu.

## Łuska
Łuska potyliczna leży od tyłu i od góry od otworu wielkiego. W kierunkach strzałkowym i poprzecznym zachowuje wypukłość.
W tym wypadku wyróżnia się na niej powierzchnie wewnętrzną i zewnętrzną.
Wypukła powierzchnia zewnętrzna łuski potylicznej nosi na sobie guzowatość potyliczną zewnętrzną (protuberantia occipitalis externa), od której odchodzi kilka kres. Kresa karkowa górna (linea nuchae superior) uwypukla się, kierując się ku górze. Jednakże kresa karkowa najwyższa (linea nuchae suprema) może przebiegać jeszcze wyżej, aczkolwiek nie występuje ona stale. Jeśli występuje, zaznacza się też mniej wyraźnie. Kresa karkowa dolna (linae nucha inferior) leży niżej od poprzednich, odchodząc parzyście na boki od  grzebienia potylicznego zewnętrznego (crista occipitalis externa), miejsca przyczepu więzadła karkowego. Powyżej wspomnianej guzowatości znajduje się płaszczyzna potyliczna (planum occipitale). Do części tej płaszcyzny przyczepia się mięsień potyliczno-czołowy, a ściślej jego brzusiec potyliczny, jednakże reszta tej powierzchni znajduje się pod skórą. Kolejną wyróżnianą płaszczyzną jest płaszczyzna karkowa (planum nuchale), służąca za miejsce przyczepu mięśni grzbietu, karku czy szyi.
Z kolei powierzchnia wewnętrzna łuski kości potylicznej podzielona jest na cztery doły. W górnych dołach leżą płaty potyliczne kresomózgowia. Doły te przyjmują kształt mniej więcej trójkątny, w odróżnieniu od dolnych, czworokątnych, obejmujących półkule móżdżku. Pomiędzy nimi znajduje się wyniosłość krzyżowata (eminentia cruciformis), a w jej środku guzowatość potyliczna wewnętrzna (protuberantia occipitalis interna). Miejsce, w którym ona leży, odpowiada położeniu guzowatości leżącej na zewnętrznej powierzchni łuski potylicznej. Znajduje się tam przyczep sierpa mózgu i namiotu móżdżku.